# Barra Head (Schottland)
Barra Head (auch Berneray, schottisch-gälisch Beàrnaraigh) ist die südlichste Insel der Äußeren Hebriden in Schottland. 

## Name der Insel
Ursprünglich wurde die Insel Berneray genannt, von altnorwegisch für Bjørns Insel, während Barra Head nur den Namen der Südspitze der Insel bezeichnete. 

## Geographie
Barra Head ist 2,0 km² groß. Die höchste Erhebung ist mit 193 Metern der Sotan. Die Insel ist unbewohnt. 
Die Insel ist vor allem von Salzwiesen, Machair und Heide bedeckt.

## Geschichte
An der Südspitze befindet sich ein vom Ingenieur Robert Stevenson entworfener Leuchtturm, der seit 1833 in Betrieb ist. Bis 1931 waren die Familien der Leuchtturmwärter die einzigen Bewohner der Insel. Seit der Automatisierung des Leuchtfeuers ist Barra Head unbewohnt. 
In einer spektakulären Position auf dem Vorgebirge, das über die Mauern des Barra Head-Leuchtturms hinausragt, der sich etwa 190 m über dem Meer befindet liegt ein Promontory Fort. Seine Befestigung besteht aus einer bis zu 4,6 m dicken und etwa 25 m langen Galeriewand. Das dreieckige Innere misst etwa 40 × 15 m (0,03 ha), aber sein heutiger Charakter ist mit ziemlicher Sicherheit das Ergebnis von Steinbrüchen in den Jahren 1830 bis 1833, um den Leuchtturm mit Stein zu versorgen. 2000 erwarb der National Trust for Scotland die Insel.

## Flora und Fauna
Barra Head ist seit 1991 Schutzgebiet für Seevögel. Zusammen mit der Nachbarinsel Mingulay bildet sie ein Brutgebiet für Hunderttausende Seevögelpaare, darunter den Tordalk (Alca torda). 